# 中华人民共和国证券业
中华人民共和国证券业指的是中华人民共和国的证券行业。1950年代初，证券市场被中华人民共和国政府勒令关闭，1980年代初，证券市场恢复。

## 历史

### 1949年－1999年
1949年中华人民共和国成立后，证券交易市场被当作“资本主义的产物”被政府勒令关闭停止。直到改革开放以后，股票才作为国有企业改革的一种手段，得以被政府承认其合法地位。

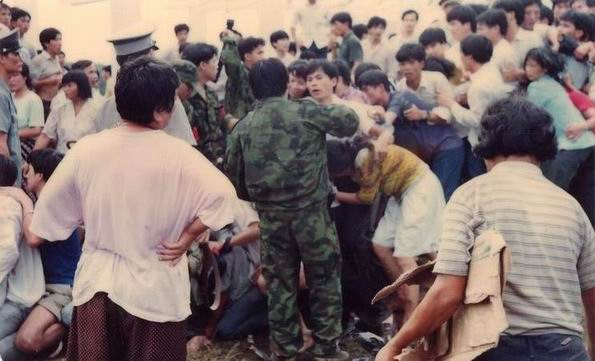
这是20世纪90年代在深圳，人们疯狂抢购股票的情景。这次事件使当时的深圳市发生动荡，并引发中华人民共和国的第一次股灾。

1990年12月19日，上海证券交易所正式开业，1991年7月3日，深圳证券交易所正式开业。这两所交易所的成立标志着中华人民共和国证券市场的形成。1992年中国开始向境外发行股票，2月，第一支B股（上海真空电子器件股份有限公司B股）在上海证券交易所挂牌交易。1996年12月，股票交易实行涨跌停制度（即指涨跌幅不得超过前一交易日的10%）。

### 2000年以后
从2005年夏天开始，中国大陆股市开始进行股权分置改革，简称“股改”。股权分置问题主要是将公司大股东持有不能在交易所流通的股票（包括国有股份以及其他性质的股份）通过向流通股股东支付一定的对价，获得流通权。股改的大致方式为该公司大股东送股，发放红利，宣布资产注入，发放权证等等，已经完成股改的股票被添加“G”标记。股改的过程同时导致了2001年以来的熊市结束及21世纪的大陆股票市场的第一次大行情。
2006年10月9日起，原股改完成的股票的G标记取消，未股改股票加上S标记。这标志着大陆A股的股改工作基本完成。股改的主要目的在于实现股票的全流通，并使持股人的持股成本相同。但现在出现的问题在于管理层利用持股成本差异套现。
2022年4月29日起，中國股票交易过户费总体下调50%。
2023年2月1日，证监会宣布全面实行股票发行注册制改革正式启动，而且上市后的前5个交易日不设涨跌幅限制。

## 结构
中国股市（大陆地区）主要由上海证券交易所和深圳证券交易所的上市公司股票构成，如包含香港则亦包含香港联交所上市的公司。并有所谓“新三板”的柜台交易股票。2009年，深圳证券交易所推出中小企业创业板。2019年，上海证券交易所推出科创板。2020年，“新三板”推出公开向合格投资者发行证券的精选层，并于2021年转型为北京证券交易所。
现时，中国大陆的证券交易的监管机构为中国证券监督管理委员会，属国务院直属事业单位。